# Tenellia adspersa
Tenellia adspersa är en snäckart som först beskrevs av Alexander von Nordmann 1845.  Tenellia adspersa ingår i släktet Tenellia och familjen Tergipedidae. Arten är reproducerande i Sverige. Inga underarter finns listade i Catalogue of Life.